# Kaihō-ha
 (juillet 2018).
La Fraction Libération, de son nom complet Conférence Nationale des étudiants anti-impérialistes ( Fraction Libération de l'Alliance des Jeunes Socialistes ) (Shaseidōkaihōha, abrégé Kaihō-ha), est une organisation de la Nouvelle gauche japonaise formée entre 1965 et 1971. Son organisation politique centrale était l'Association des travailleurs révolutionnaires (Kakurōkyō).
Son fondateur est Hiroto Takiguchi (Yasuaki Sasaki). Son journal se nommait "Libération" (anciennement "Révolution"). Son organisation étudiante était le Conseil des étudiants rebelles (critique anti-professeurs). Son organisation de masse est le Front unifié prolétarien (raccourci en "Pro"). Le casque porté durant les manifestations était de couleur bleue. Leur slogan est "Prolétaires, Unissez-vous !". Le livre blanc de la Police les qualifie d'"extrême-gauche violente".
En 1981, elle s'est scindée entre une faction majoritaire et une faction anti-majoritaire (Alliance de libération et Groupe ouvrier). En outre, en 1999, la faction majoritaire s'est divisé entre la faction contemporaine et la faction Komari.

## Présentation
La Fraction Libération est la seule organisation de la nouvelle gauche qui ne soit pas issue du Parti communiste japonais. Venant des Jeunesses socialistes et s'étant construite à partir de rien en cinq ans dans la première moitié des années 1960, elle disposait d'une direction de 10 ans plus jeune que les autres organisations. 
La première moitié des années 1960 voit l'ancien Parti socialiste japonais s'engager dans un débat très agité sur la "voie de la réforme structurelle", pour ou contre des réformes graduelles pour arriver au socialisme. Le conflit devint aigu en 1964, avec la formation d'une "Association Socialiste" défendant ces positions gradualistes.
En mai 1961, dans la « Déclaration de lutte pour reprendre le drapeau du communisme, c'est-à-dire du marxisme révolutionnaire (projet) », Hiroto Takiguchi écrit dans ce qui fut considéré comme le manifeste et le texte de base de la Fraction Libération, que les "nouvelles évolutions du capitalisme monopolistique impérialiste japonais pénètrent en profondeur la lutte de classe, provoquent une possibilité de réaction prolétarienne profonde pouvant permettre de provoquer la révolution contre la classe dominante, de façon à construire une nouvelle société en arrachant toutes les racines de la société capitaliste". "Le Parti socialiste est à considérer comme l'expression des intérêts particuliers des syndicats bureaucratisés". Il faut compter  sur "les intérêts communs du prolétariat international" pour assister à "une renaissance créatrice du marxisme".
En outre, les divers groupes trotskystes, et Kuroda, sont des "sectaires par idéalisme", "la lutte contre la bourgeoisie étant un fondement de la lutte contre le stalinisme, et non l'inverse". "Les principes de base du bolchevisme-léninisme sont précisément inverses au marxisme, une opposition catégorique de principe aux statuts de la Première Internationale et un moyen de camoufler la vérité sur le stalinisme". "Les critiques du capitalisme ne peuvent pas être basés sur le trotskisme, ni pour ceux qui sont sincères dans la cause de la révolution mondiale, sur le marxisme-léninisme". 
Elles doivent être clairement et complètement "marxistes". "Nous préconisons le droit du marxisme à se restaurer". Il défend finalement les analyses de l'école Rono, appelant à les développer et à les défendre dans les rangs du Parti socialiste du Japon, pour viser "une purification approfondie du communisme comme marxisme révolutionnaire, nous devrions commencer par la formation d'une faction organisée ouverte ".
La Kakurōkyō élargit ses rangs à partir de cette date en profitant des discussions provoquées par le débat sur les réformes structurelles, et, en mars 1965 se déclara officiellement comme la "Fraction Libération". Beaucoup de membres de la nouvelle faction étaient membres de la section centrale de Tokyo, ce qui permit de multiplier l'impact de l'annonce et d'élargir encore les rangs de la Fraction. Celle-ci choisit d'entrer ouvertement en conflit avec l'Association Socialiste, ce qui amena à des affrontements violents entre les deux parties, y compris dans la région de  Tokyo, le 3 septembre 1967. 
En octobre 1969, la Fraction a formé une association ouvrière révolutionnaire d'organisation politique, commençant donc un développement indépendant du PS. La déclaration publique de formation de l'Association des travailleurs révolutionnaires fut le prétexte pris en 1970 par la direction du PS pour expulser la Fraction Libération. Ceux qui échappèrent à la purge ne pouvaient plus agir comme des membres de la Fraction au sein du Parti socialiste. Le reste des membres furent finalement expulsé en février 1971, et la Fraction organisa un "10ème congrès de reconstruction" en septembre 1971, coupant ses liens avec le Parti Socialiste. Le journal de l'organisation devint "Force d'unité".
Alors que beaucoup d'autres formations de la Nouvelle Gauche empruntaient les idées du marxisme-léninisme, de Trotsky ou de Lénine, la Kaihō-ha affirma sa volonté de restaurer le marxisme orthodoxe de la Première Internationale, et dénonça la théorie d'apport externes des idées socialistes au mouvement ouvrier. Ses références était Rosa Luxemburg, le communisme de gauche, l'Opposition ouvrière (Alexandra Kollontaï, etc.), et le rejet de l'idée d'un parti guidant le peuple. Malgré sa critique du léninisme, Takiguchi avait pourtant organisé la fraction de libération au sein du PS comme un parti d'avant-garde, avec à sa tête un organe nommé Comité communiste de coordination.
La Kaihō-ha voyait assez positivement les victoires de partis de gauche à des élections, notamment municipales, allant même jusqu’à en afficher certaines sur sa une. La presse nationale voyait assez étrangement d'un meilleur œil les actions de la Kaihō-ha à l'échelle locale que celles réalisées par d'autres partis.  Kaihō-ha avait du mépris pour les petites formations de la Nouvelle Gauche se proclamant seul parti d'avant garde.
La composition de la Fraction Libération après son expulsion du PS était diverse. Son noyau était l'Association des Travailleurs Révolutionnaires, mais de nombreux groupes sociaux-démocrates de gauche ainsi que des gauchistes prônant une escalade dans la lutte armée en faisaient partie. C'est le front uni de ces organisations qui était appelé Kaihō-ha. Cette stratégie de rassemblement visait à bâtir un parti marxiste révolutionnaire.
La Kaihō-ha participe aux diverses mobilisations sociales japonaises des années 1960 et 1970, s'impliquant notamment dans la lutte contre la ratification du Traité de coopération mutuelle et de sécurité entre les États-Unis et le Japon et dans la Zengakuren par sa branche étudiante. Elle est à l'origine du "Sampa Rengo", une alliance de trois factions entre le Chūkaku-ha, le Shagakudo (Ligue Socialiste des étudiants) et la Kaihō-ha.
En 1977, après l'agression d'un de ses membres par la Kakumaru-ha, la Kaihō-ha commenca à connaitre des divergences internes majeures entre les  militants étudiants, qui demandait une riposte armée (Hazama-ha) et le groupe de travailleurs de Hiroto Takiguchi mettant l'accent sur la lutte de masse et le mouvement ouvrier (rō tai-ha), faction majoritaire). Cela à conduit à l'explosion du groupe en juin 1981.
Il ne reste plus que trois organisations se réclamant de l'héritage de la Kaihō-ha à ce jour: 
- L'Armée Révolutionnaire(Fraction Libération)
- L'Association des travailleurs révolutionnaires (Fraction Libération)
- Le Conseil national de la fraction libération visant à construire un parti ouvrier révolutionnaire